# Lukas Jastraunig
 Lukas Jastraunig  (nacido el 3 de agosto de 1989) es un tenista profesional de Austria.

## Carrera
Su mejor ranking individual es el Nº 494 alcanzado el 14 de octubre de 2013, mientras que en dobles logró la posición 254 el 12 de agosto de 2013.
No ha logrado hasta el momento títulos de la categoría ATP ni de la ATP Challenger Tour, aunque sí ha obtenido varios títulos Futures tanto en individuales como en dobles.